# Proxima Centauri b

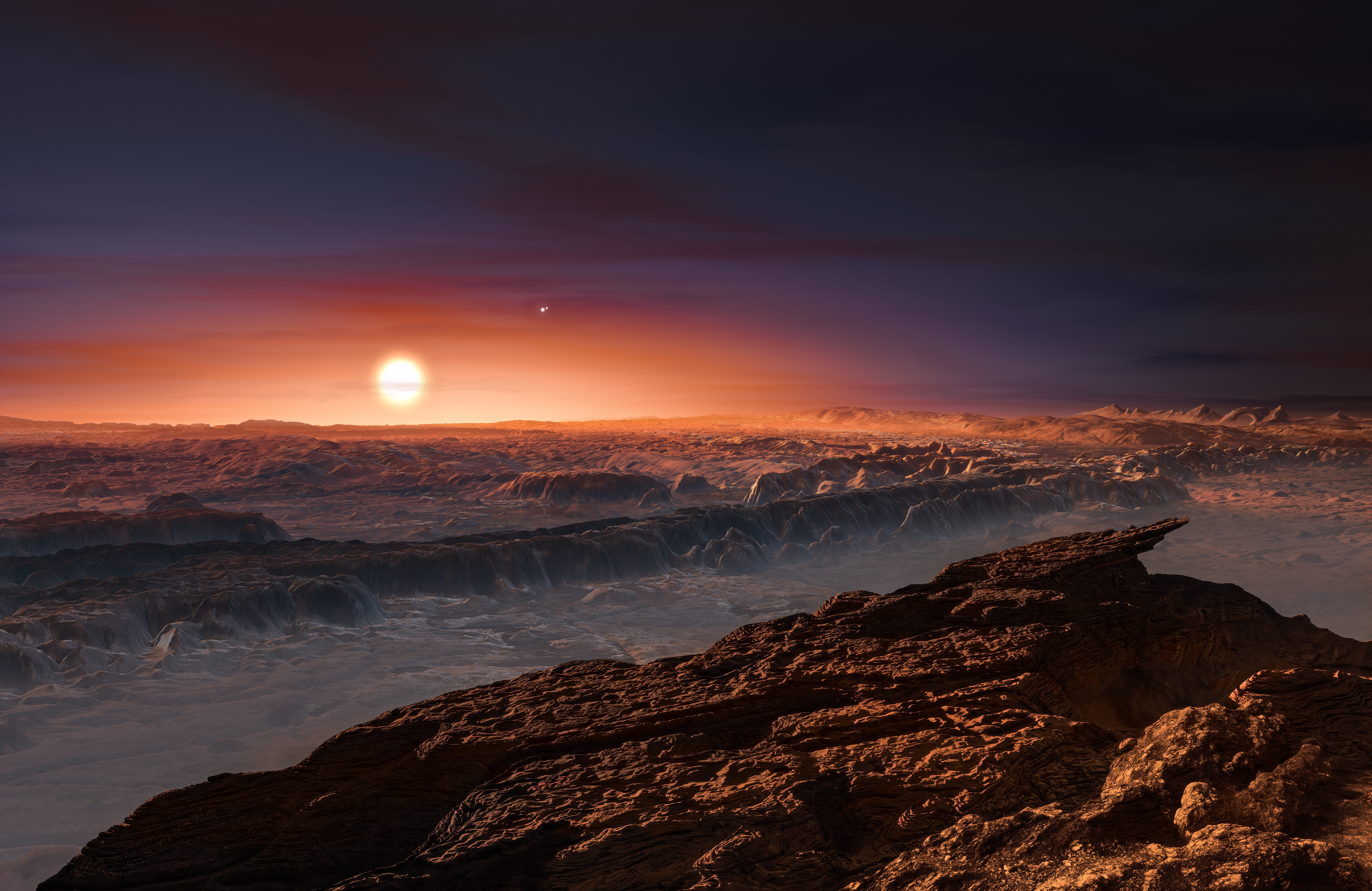
Artystyczna wizja powierzchni planety. Na nieboskłonie widoczna Proxima Centauri, a także α Centauri A i B

Proxima Centauri b (Proxima b) – planeta pozasłoneczna typu ziemskiego okrążająca gwiazdę Proxima Centauri. Została odkryta metodą pomiaru zmian prędkości radialnej. Jej gwiazda jest składnikiem układu potrójnego alfa Centauri,  położoną najbliżej Słońca, tym samym Proxima b jest najbliższą znaną planetą pozasłoneczną.

## Nazwa
Nazwa planety pochodzi od nazwy gwiazdy, którą ciało to okrąża. Mała litera „b” oznacza, że jest to pierwsza odkryta planeta okrążająca tę gwiazdę.

## Odkrycie
W 2013 roku spektrografy HARPS (ang. High Accuracy Radial velocity Planet Searcher) i UVES (Ultraviolet and Visual Echelle Spectrograph) działające w Europejskim Obserwatorium Południowym zarejestrowały zmiany prędkości radialnej wskazujące na to, że wokół Proximy Centauri krąży planeta pozasłoneczna. Przyciąganie orbitującej planety powoduje, że gwiazda na przemian przybliża się do Ziemi i oddala, wywołując przesuwanie linii widmowych. Krótki okres obserwacji gwiazdy nie pozwolił wówczas na stwierdzenie, czy zmiany prędkości radialnej gwiazdy mają charakter okresowy i czy sygnał faktycznie pochodzi od orbitującego ciała, czy też wiąże się ze zmiennością samej gwiazdy. W celu weryfikacji tej hipotezy został powołany program Pale Red Dot. Udało się potwierdzić występowanie sygnału o okresie 11,2 dnia; w połączeniu z wcześniejszymi obserwacjami stwierdzono, że sygnał ten występuje w danych zebranych na przestrzeni ostatnich 16 lat. Zjawiska takie jak plamy na gwieździe nie są tak długotrwałe, ponadto pojawiają się w okresie równym obrotowi gwiazdy wokół osi, który wynosi około 83 dni.

## Charakterystyka

### Masa i orbita
Masa minimalna tej planety jest równa ok. 1,07 masy Ziemi, co wskazuje, że najprawdopodobniej jest to planeta skalista. Planeta krąży w odległości zaledwie 0,05 jednostek astronomicznych od gwiazdy (7,5 miliona kilometrów) i jej okres orbitalny wynosi 11,2 ziemskiego dnia.

### Gwiazda centralna
Proxima Centauri to czerwony karzeł, gwiazda znacznie słabsza i chłodniejsza od Słońca. Ma ona masę równą zaledwie 12% masy Słońca i promień równy 14% promienia Słońca. Temperatura fotosfery gwiazdy to około 3050 K, jej jasność to ok. 0,15% jasności Słońca. Proxima jest odległa o 15 000 au od alfy Centauri A i B, pary gwiazd podobnych do Słońca.
Zawartość metali w Proximie Centauri sugeruje, że uformowała się 10 000 lat świetlnych bliżej centrum Galaktyki, niż znajduje się obecnie. Jeśli istotnie tak było, gwiazda wraz ze swoim systemem planetarnym przebyła duży obszar Drogi Mlecznej, co mogło odgrywać istotną rolę w ewolucji planety.
Jasność Proximy Centauri oglądanej z powierzchni planety wynosiłaby ok. −22,45m, natomiast jasność Alfy Centauri A – ok. −6,27m.

## Klimat i warunki na powierzchni

### Stan obecny
Planeta otrzymuje obecnie 65–70% energii, która dociera do Ziemi, ale również 60 razy więcej wysokoenergetycznego promieniowania (dalekiego ultrafioletu i promieni rentgenowskich).
Teoretycznie w zakresie temperatur spotykanych na powierzchni tej planety może istnieć woda w stanie ciekłym – planeta krąży zatem w ekosferze gwiazdy. Warunki na powierzchni zależą także od tempa rotacji planety. Jako że krąży bardzo blisko gwiazdy, doświadcza działania sił pływowych, które zwalniają obrót. Mogło dojść do pełnej synchronizacji obrotu z obiegiem – planeta zwracałaby się stale tą samą stroną do gwiazdy i ciekła woda mogłaby występować tylko po stronie oświetlonej. Jeśli jednak jej orbita jest ekscentryczna, możliwe jest także, że Proxima Centauri b znajduje się w rezonansie 3:2, podobnie jak Merkury. Wówczas woda na powierzchni może być ciekła w pasie wokół równika. Nie wiadomo czy historia planety i współczesne warunki pozwalają na istnienie życia.
Siły pływowe mogą także rozgrzewać wnętrze planety, powodując aktywność wulkaniczną lub wywołując powstanie olbrzymich fal na potencjalnych oceanach. Jest mało prawdopodobne, żeby wskutek aktywności wulkanicznej rozwinął się na niej efekt cieplarniany taki jak na Wenus. Proxima Centauri to gwiazda rozbłyskowa, co może być dodatkowo niebezpieczne dla ewentualnego życia. Jeśli planeta ma dostatecznie silne pole magnetyczne, to aktywność gwiazdy nie stanowi dużego zagrożenia dla organizmów na powierzchni. Wystarczającą ochroną przed promieniowaniem byłaby też kilkumetrowej grubości warstwa wody.

### Zmiany klimatu w przeszłości
Z powodu zmian zachodzących w gwieździe podczas jej rozwoju, przez okres 100–200 milionów lat po powstaniu do planety docierało znacznie więcej promieniowania, przez co musiała ona stracić dużą część pierwotnej atmosfery. Współcześnie panujące warunki silnie zależą od tego, jak wiele gazów zdołała zatrzymać. W przypadku utraty większości atmosfery może być obecnie sucha i pustynna.
Ze względu na to, jak niewiele wiadomo o tej planecie, możliwe są różne scenariusze jej rozwoju. Jeżeli Proxima b uformowała się na obecnej orbicie, mogła nie zgromadzić dużych zasobów wody. Jeśli jednak powstała na dalszej orbicie nim przemieściła się na obecną, jest bardziej prawdopodobne, że zachowała duże zasoby wody. Jeżeli rozwinął się na niej efekt cieplarniany, taki jak na Wenus, planeta mogła stracić wodę, nie utraciwszy atmosfery. Planeta mogła także powstać jako ciało podobne do Neptuna, które wskutek gwałtownej aktywności młodej gwiazdy straciło większość otoczki wodorowej. Jeżeli otoczka stanowiła 0,1–1% pierwotnej masy planety, to tracąc ją, planeta zachowałaby zasoby wody i mogłaby stać się światem przyjaznym dla życia.

## Perspektywy obserwacyjne
Proxima Centauri b została odkryta jedynie poprzez obserwację zmian prędkości radialnej gwiazdy. Jednak jej bliskość względem Układu Słonecznego potencjalnie daje możliwość szczegółowego scharakteryzowania tego ciała, jakiej nie ma w przypadku większości planet pozasłonecznych. Bezpośrednia obserwacja w szczególności pozwoli stwierdzić, czy planeta ma atmosferę i czy na jej powierzchni występuje woda. W przyszłości może być obserwowana przez Ekstremalnie Wielki Teleskop (ELT), obecnie budowany w Chile. Proxima Centauri była także obserwowana przez satelitę MOST w 2014 i 2015 roku, w zebranych danych badacze próbują znaleźć sygnał tranzytu planety przed tarczą gwiazdy. Takie odkrycie pozwoliłoby określić jej rozmiary i gęstość, a także przyniosłoby informacje o atmosferze planety. Jednak według odkrywców planety, prawdopodobieństwo tranzytu wynosi tylko ok. 1,5%.

## Galeria

### Zdjęcia

Prędkość Proximy Centauri względem Ziemi mierzona spektrografem HARPS przez pierwszy kwartał 2016. Czerwone kropki wraz z czarnymi paskami błędu oznaczają punkty danych, a niebieska krzywa jest dopasowaniem tych danych. Amplituda i okres ruchu były użyte do oszacowania minimalnej masy planety.
Porównanie rozmiarów kątowych Słońca, widzianego z Ziemi i Proximy Centauri, widzianej z Proximy b. Proxima Centauri jest znacznie mniejsza od Słońca, lecz Proxima b znajduje się bardzo blisko swojej gwiazdy macierzystej.
Porównanie wielkości m.in. trzech gwiazd z układu Alpha Centauri, Słońca, Jowisza oraz kilku innych obiektów, których rozmiary kątowe zmierzono za pomocą VLT.
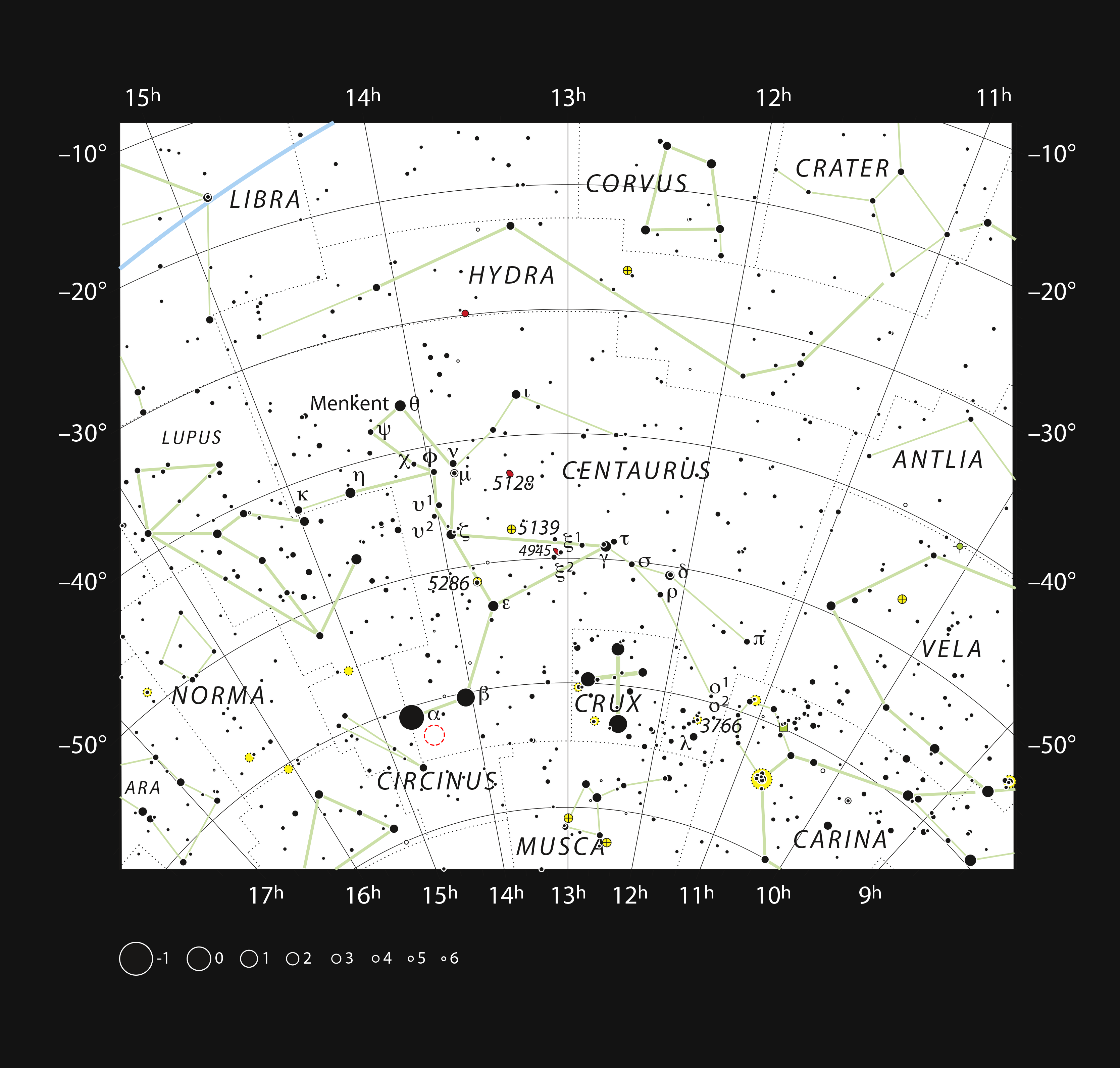
Gwiazdozbiór Centaura z większością gwiazd widocznych gołym okiem w pogodną noc. Czerwony okrąg oznacza lokalizację Proximy Centauri. Ponieważ jest zbyt słaba by dostrzec ją gołym okiem; obserwacja wymaga niewielkiego teleskopu.
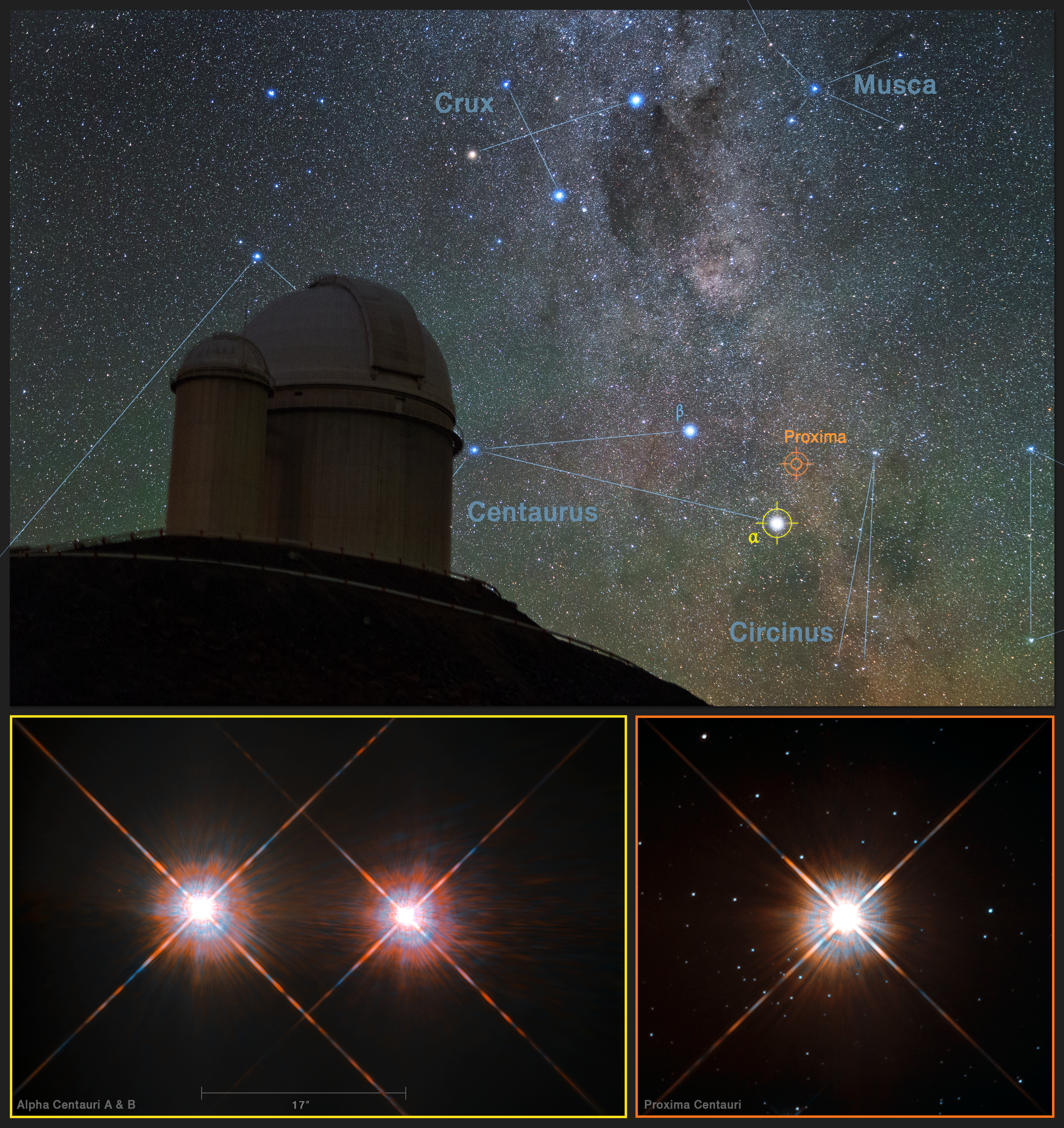
Niebo południowe nad 3,6-metrowym teleskopem ESO w obserwatorium La Silla w Chile wraz ze zdjęciami gwiazd: Proxima Centauri (na dole z prawej) i układu Alfa Centauri AB (na dole z lewej), wykonanych przez Teleskop Hubble'a.

### Filmy
W Laboratoire de Météorologie Dynamique za pomocą planetarnego modelu ogólnej cyrkulacji wykonano cyfrowe symulacje potencjalnych temperatur na powierzchni Proximy b. Według hipotezy, planeta posiada atmosferę podobną do ziemskiej, a także jest pokryta oceanem (przerywana linia oznacza granicę między oceanem płynnym a zamarzniętym). Stworzono dwa modele dla ruchu obrotowego planety. Planetę przedstawiono tak, jak wyglądałaby dla zewnętrznego obserwatora podczas wykonywania jednego pełnego obiegu wokół gwiazdy.
- Prezentacja planety w tzw. rezonansie orbitalnym 3:2 (naturalna częstotliwość dla orbity).
- Prezentacja planety w tzw. rotacji synchronicznej (jak w przypadku Księżyca i Ziemi).
- Film, promujący odkrycie Proximy b